# 코너 위컴
코너 네일 랄프 위컴(Connor Neil Ralph Wickham, 1993년 3월 31일, 잉글랜드 헤리포드 ~ )는 잉글랜드의 축구 선수로, 현재 카디프 시티 소속이다.